# Sphegigaster hexomyzae
Sphegigaster hexomyzae is een vliesvleugelig insect uit de familie Pteromalidae. De wetenschappelijke naam is voor het eerst geldig gepubliceerd in 1983 door Vikberg.